# De la Myle (adelsätt)
De la Myle är en i Sverige bosatt ättegren av den kurländska ätten som sannolikt har fransk bakgrund. 

## Ättegrenen i Sverige och Finland
Den första i Sverige kända personen med namnet är ryttmästaren vid Norra skånska kavalleriregementet Johan Cristoffer De la Myle, som efter Stora nordiska kriget var bosatt i Maglehem i Skåne. Hans efterkommande var bosatta i sydvästra Finland, männen var militärer och kvinnorna ingifta i ståndssläkter. Den första som flyttade till Finland var dottern Eleonora Elisabet som 1754 gifte sig med vicebibliotekarien vid Akademien i Åbo Jakob Haartman, som 1776 utsågs till biskop i Åbo. I sitt testamente skänkte Eleonora Elisabet stora belopp till studentstipendier vid Akademien, till Åbo katedralskola, för undervisning av fattiga barn och uppehälle för fattiga prästänkor.
Sonen från Maglehem, Carl Johan De la Myle bosatte sig i Tukums i Kurland och tjänade som kapten i en obekant militär enhet. Han gifte sig med Agata Lovisa von Brunnengräber från Kurland och de hann få två söner och tre döttrar innan de köpte och flyttade till rusthållet Maanpää i Rimito i Egentliga Finland. Där föddes ytterligare en dotter och gården gick sedan i arv till de två sönerna i tur och ordning och sist till den äldre sonens dotter. Carl Johan rustade upp gården och försökte driva in en skuld som han ansåg att svenska kronan hade till borgarna i Jelgava utan att lyckas. Hans intresse för jakt gav honom anledning att skriva en handledning i saken. Han hustru hade ett stort bibliotek med sig från Kurland och skrev poesi både på tyska och lettiska.
Carl Johans äldre son Fredrik Ludvig tjänade först i Livdragonregementet, därefter i Petersburgs kejserliga bombardemang- och artilleriregemente och bistod den svenska ambassaden i Sankt Petersburg vid evakueringen inför Gustav III:s ryska krig. Han tjänade under kriget i kungens närmaste omgivning och befordrades till major. Hans yngre bror Bengt Georg verkade över 20 år som fortifikationsofficer i den ryska armén, både i gränsdragningsarbeten och som lärare i S:t Petersburgs krigsskola. Vid hemkomsten grundade han en hemskola för unga officerare och adelsmän där språkstudier och kartografi var centrala områden. Vid hans död 1806 dog ättegrenen ut på manslinjen i Finland. Brorsdottern Elisabet Fredrika Charlotta övertog Maanpää där hon år 1857 avled som den sista av sin ättegren.

## Vapen
I ett enfärgat fält fyra franska liljor med spetsarna mot vapensköldens hörn. I hjälmprydnaden en lilja mellan två korslagda sablar flankerade av uppåtvända örnvingar.

## Medlemmar av den svenska ättegrenen
- Johan Christoffer, ryttmästare. Gift med Anna Kristina Mask.
  - Eleonora Elisabet (1726–1810), donator. Gift 1754 med Jakob Haartman (1717–1788), biskop i Åbo.
  - Carl Johan (1728–1798), kapten. Gift 1750 med Agata Lovisa von Brunnengräber (1724–1787), författare. 
    - Christina Elisabet Charlotta (1751–1814). Gift 1774 med Johan Parmen Timm (död 1801), brukspatron på Kauttua järnbruk.
    - Fredrik Ludvig (1752–1806), major. Gift 1791 med Carolina Charlotta Salonius (1773–1831) från Väcklax i Nagu.
      - Elisabet Fredrika Charlotta (1792–1857).

    - Bengt Georg (1753–1806), major, ingenjörsofficer.
    - Agata Eleonora (1754–1804). Gift 1780 med Johan Adolf Finckenberg (1709–1795), löjtnant.[7]
    - Agate Benigne Charlotte (1759–1789). Gift 1788 med Adolf Urban Hjulhammar (1752–1828), kapten.[8]
    - Dorothea Johanna Lovisa (1762–1789). Gift 1782 med Salomon Kreander (1755–1792), ekonomie professor i Åbo.